# Venegono Inferiore
Venegono Inferiore és un municipi situat al territori de la província de Varese, a la regió de la Llombardia, (Itàlia).
Venegono Inferiore limita amb els municipis de Binago, Castelnuovo Bozzente, Castiglione Olona, Gornate-Olona, Lonate Ceppino, Tradate i Venegono Superiore.